# Matthew Carter

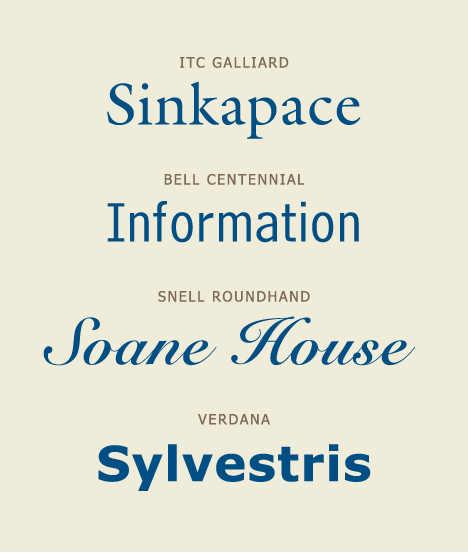
Exemples de lletres tipogràfiques dissenyades per Matthew Carter.

Matthew Carter (1 d'octubre de 1937, Londres) és un tipògraf anglès que viu actualment a Cambridge, Massachusetts (Estats Units). Durant la seva carrera com a tipògraf Carter ha viscut la transició des del tipus de metall físic fins al tipus digital i és l'autor d'algunes de les famílies tipogràfiques més significatives que actualment s'utilitzen.

## Formació
Als 19 anys, Carter va passar un any estudiant als Països Baixos on va ser alumne de P. H. Raedisch, l'ajudant de Jan van Krimpen. Raedisch ensenyà a Carter l'art del cisellats de contrapunxons (a partir dels quals crear els tipus) tal com es feia a la foneria tipogràfica Joh. Enschedé. L'any 1961 Carter ja era capaç d'utilitzar les habilitats adquirides per tallar la seva pròpia versió de la font semi-negreta de la família tipogràfica Dante.

## Carrera professional
Carter retornà a Londres on s'establiria com a tipògraf independent alhora que assessor tipogràfic de la Crosfield Electronics, els distribuïdors de la màquina de fotocomposició Photon. També dissenyà moltes fonts tipogràfiques per Mergenthaler Linotype, entre les quals algunes molt conegudes com la família Bell Centennial creada pel centenari de la companyia Bell Telephone.
El 1981, Carter i el seu col·lega Mike Parker crearen la Bitstream Inc. Aquesta foneria de tipus digital és actualment un dels proveïdors més grans de tipus. El 1991 deixaria Bitstream per formar la foneria tipogràfica Carter & Cone amb el també fundador de Bitstream Cherie Cone. A partir d'aquest moment Matthew Carter se centra a millorar l'amenitat de moltes famílies tipogràfiques. Dissenya fonts per encàrrec específic d'Apple i Microsoft. La Georgia i la Verdana són dues famílies tipogràfiques que ja va crear específicament per a ser vistes en monitors informàtics. Ha dissenyat tipus per publicacions com Time, The Washington Post, The New York Times, el Boston Globe, Wired i Newsweek. És membre de l'Alliance Graphique Internationale (AGI), és crític senior del programa de disseny de Yale's Graphic, ha estat president d'ATypI, i és un membre ex officio de la junta directiva de la Society of Typographic Aficionados(SOTA).
Ha guanyat nombrosos premis per a les seves significatives contribucions a la tipografia i al disseny, incloent-hi un doctorat honoris causa en Lletres i Humanitats de l'Institut d'Art de Boston, una medalla AIGA el 1995, i el Premi SOTA 2005 de tipografia. Una retrospectiva del seu treball, "Typographically Speaking, The Art of Matthew Carter," (Parlant tipogràficament. L'art de Matthew Carter), es va exposar a la Universitat de Maryland, Comtat de Baltimore, el desembre de 2002.
El 2007 dissenyà una variant nova de la tipografia Georgia per l'ús en la interfície gràfica d'usuari del Terminal Bloomberg per a professionals de les finances.
Al setembre de 2010 va ser guardonat amb un dels premis MacArthur Fellows que dona la fundació americana John D. and Catherine T. MacArthur per reconèixer i fomentar la creativitat.

## Tipografies
Entre les famílies tipogràfiques creades per Matthew Carter s'hi inclouen: 
| - Bell Centennial - Big Caslon - Bitstream Charter - Big Figgins - Carter Sans - Cascade Script - Elephant - Fenway | - ITC Galliard - Gando - Georgia - Mantinia - Meiryo (Latin range) - Miller - Monticello | - Nina - Olympian - Rocky - Shelley Script - Snell Roundhand - Skia - Sophia | - Tahoma - Verdana - Vincent - Walker - Wilson Greek - Wrigley - Yale |

Set de les seves famílies són a la col·lecció permanent del MoMA. El museu novaiorquès les va adquirir l'any 2011. Les fonts van ser mostrades a l'exposició Standard Deviations durant 2011 i 2012. Les set famílies adquirides són la Bell Centennial, la Big Caslon, la ITC Galliard, la Mantinia, la Miller, la Verdana i la Walker.